# Vlag van Yaracuy

Vlag van Yaracuy (ratio 2:3)

De vlag van Yaracuy toont een rode en een blauwe driehoek met daartussen een witte diagonale baan; in het midden van de vlag staat een door gele driehoeken omringde cirkel met daarin een landelijk tafereel. De vlag is in gebruik sinds 14 januari 1995. De vlag wordt elk jaar gehesen op 19 maart, de Dag van Yaracuy (Spaans: Día del Yaracuy).
Het rood in de vlag staat voor de inheemse bevolking van Yaracuy die met een sterke wil tegen de Spanjaarden vocht en voor hen die de autonomie van de provincie, verleend in 1855, bewerkstelligden. De blauwe driehoek symboliseert, net als de kleuren rood en geel, het respect voor de vlag van Venezuela en staat ook voor het water in de deelstaat.
De door zonnestralen omringde cirkel en het tafereel daarin staan voor de zon, de hemel en de aarde. Het geel van de zon staat ook voor de rijkdom aan grondstoffen; de bruine bergen en groene weiden symboliseren de landbouw.